# Moisés Hernández
Moisés Edwardo Hernández Morales (Houston, Texas, Estados Unidos, 5 de marzo de 1992) es un futbolista guatemalteco nacido en Estados Unidos que juega como defensor izquierdo y actualmente milita en el Miami FC de la USL.
Su padre se llama Javier Hernández y es guatemalteco y su madre María Hernández, que es nacida en Edinburg, Texas, fue motivado por los dos a practicar el fútbol.

## Trayectoria
Su primer juego a nivel profesional se registró el 5 de agosto del 2010, cuando jugó cinco minutos en el amistoso que el FC Dallas disputó frente al campeón de la Liga de Campeones de la UEFA, el Inter de Milán y con el que empataron 2-2 en el Pizza Hut Park.
Moisés Hernández es parte de la Selección Sub-20 de los Estados Unidos y fue convocado en enero al campamento que se realizó en Fort Lauderdale, Florida. Se desempeña como defensa y ha sido formado en las categorías inferiores del FC Dallas.
Hernández fue firmado como jugador Home Grown por el FC Dallas el 30 de julio de 2010. Hizo su debut profesional con el club el 30 de mayo de 2012, cuando entró como sustituto 24' por Zach Loyd en una Copa Abierta de Estados Unidos partido contra Charlotte Eagles. Luego fue cedido al Comunicaciones de Guatemala el 20 de junio de 2012 para el resto de la temporada 2012.
El 1 de enero de 2013 fue cedido a préstamo al Deportivo Saprissa de la Primera División de Costa Rica..

## Selección
- Ha sido internacional con la Selección de Guatemala en 15 ocasiones.
- Ha sido internacional con la Selección Sub-20 de Estados Unidos en 2 ocasiones.

## Clubes
| Club                                  | País           | Año           |
| ------------------------------------- | -------------- | ------------- |
| FC Dallas                             | Estados Unidos | 2011-2016     |
| Comunicaciones Fútbol Club (préstamo) | Guatemala      | 2012          |
| Deportivo Saprissa (préstamo)         | Costa Rica     | 2013          |
| Rayo OKC (préstamo)                   | Estados Unidos | 2016          |
| Comunicaciones Fútbol Club            | Guatemala      | 2017-2018     |
| FC Dallas                             | Estados Unidos | 2018-2019     |
| San Antonio FC (préstamo)             | Estados Unidos | 2018-2019     |
| Antigua GFC                           | Guatemala      | 2020-2021     |
| CSD Municipal                         | Guatemala      | 2022          |
| Miami FC                              | Estados Unidos | 2023-presente |

## Palmarés

### Títulos
| Título        | Club                       | País      | Año  |
| ------------- | -------------------------- | --------- | ---- |
| Apertura 2012 | Comunicaciones Fútbol Club | Guatemala | 2012 |